# Mabuya dominicana
Mabuya dominicana o eslizón de Dominica es una especie de escamosos de la familia Scincidae.

## Distribución geográfica
Es endémica de la isla de Dominica.

## Estado de conservación
Se encuentra amenazada por la pérdida de su hábitat natural.